# Virgilius van Salzburg
Virgilius van Salzburg (ca 700-784) was, zoals zoveel vroege missionarissen in West-Europa een Ierse monnik. Eigenlijk was het helemaal zijn bedoeling niet om ver van huis en haard het geloof te gaan verkondigen: hij bleef plakken op de terugweg van een pelgrimage naar Rome, nadat hij voor dit werk enthousiast was gemaakt door Rupert van Salzburg. Samen werkten zij in Beieren. Virgilius werd abt van de Sint-Pietersabdij van Salzburg tot hij, tegen zijn zin, in 745 door hertog Odilo van Beieren tot bisschop van die stad werd benoemd. Virgilius zag zo op tegen dit hoge ambt dat hij zijn daadwerkelijke wijding nog tien jaar voor zich uit wist te schuiven.
Van Virgilius is bekend dat hij voortdurend van mening verschilde met Bonifatius, die af en toe een ongenadige scherpslijper was. Vermakelijk is het geval van een ongeletterde dorpspriester die zijn gelovigen doopte met de formule: "Ego te baptizo in Nomine Patria et Filia et Spiritua Sancta." (Vertaald: "Ik doop u in de Naam van het vaderland, de dochter en de heilige geestin." Het moet zijn: "Ik doop u in de Naam van de Vader en de Zoon en de Heilige Geest.") Deze goede man had dus onbedoeld een meer extreme variant van de feministische theologie avant la lettre uitgevonden. Bonifatius vond dat al zijn dopen door de verkeerde formule ongeldig waren en over moesten worden gedaan. Virgilius volstond echter met de man de juiste formule te leren en verklaarde de dopen geldig met het argument dat de man immers de intentie had gehad te dopen in de Naam van de Vader, de Zoon en de Heilige Geest. Er waren met Bonifatius meer van dit soort meningsverschillen, zo viel deze Virgilius onder andere ook fel aan op zijn mening dat de aarde rond was. Zijn wetenschappelijke inzichten en zijn pragmatische verdraagzaamheid hebben sommige historici ertoe verleid Virgilius hun eigen tendentieuze "moderne" denken in de mond te willen leggen. Het lijkt echter waarschijnlijker dat Virgilius zijn (zeer orthodoxe) geloof met een portie gezond verstand combineerde.
Virgilius was het die de heilige Modestus naar Karantanië (het latere Karinthië) stuurde. Ook liet hij, naast talloze andere kerken, de eerste Rupertsdom bouwen waarnaar hij zowel de relieken van de heilige Rupert als die van de heilige Chunialdus en Gislarus van Salzburg liet overbrengen. Ook hijzelf werd uiteindelijk daar bijgezet in 784.
Hij werd pas heilig verklaard in 1233.
- CiNii: DA12097451
- Gemeinsame Normdatei: 118804723
- International Standard Name Identifier: 0000 0000 7820 5138
- Library of Congress Control Number: n88621958
- Nationale bibliotheek van Australië: 49886211
- Nederlandse Thesaurus van Auteursnamen: 072378646
- Système universitaire de documentation: 081515200
- Trove: 1525656
- Virtual International Authority File: 55726630
- WorldCat: E39PBJdx77vBbYpXfQjT8hcdcP